# Pezoloma iodocyanescens
Pezoloma iodocyanescens är en svampart som först beskrevs av Dennis & Korf, och fick sitt nu gällande namn av Korf 1971. Pezoloma iodocyanescens ingår i släktet Pezoloma och familjen Leotiaceae.   Inga underarter finns listade i Catalogue of Life.